# فويتشخ موزك
فويتشخ موزك هو لاعب كرة قدم بولندي يلعب كمدافع مع نادي ليجيا وارسو.